# نادي روبرو
نادي روبرو الاجتماعي الرياضي (Rubro Social Esporte Clube) هو نادي كرة قدم برازيلي مقره في أرارواما، ولاية ريو دي جانيرو .